# Lerato Kgasago
Lerato Kgasago, née le 21 septembre 1991, est une footballeuse internationale sud-africaine évoluant au poste de milieu de terrain.

## Biographie

### Carrière en club
Lerato Kgasago est vice-championne d'Islande en 2010 avec l'ÍB Vestmannaeyja.
Elle évolue avec les Mamelodi Sundowns depuis 2013, remportant notamment le Championnat d'Afrique du Sud en 2015 et en 2020 et participant à la Ligue des champions féminine de la CAF 2021, qu'elle remporte.

### Carrière en sélection
Elle joue pour les équipes nationales des moins de 17 ans et des moins de 20 ans, puis joue pour l'équipe d'Afrique du Sud. Convoquée pour des matchs amicaux de préparation aux Pays-Bas ainsi qu'aux États-Unis, elle n'est pas retenue pour le tournoi des Jeux olympiques d'été de 2016.